# Eilema goniophoroides
Eilema goniophoroides là một loài bướm đêm thuộc phân họ Arctiinae, họ Erebidae.